# Joanna Aizenberg
Pour les articles homonymes, voir Aizenberg.
Johanna Aizenberg est professeure de chimie et de biochimie à l'Université Harvard. Elle est professeure en science des matériaux à la faculté d'Harvard d'ingénierie et de Sciences appliquées, directrice de l'Institut Kavli de Bio-nano-sciences et Technologie, et membre de la Faculté de base de l'Institut de l'ingénierie et de l'inspiration biologique. Dans le domaine des sciences des matériaux, elle a à son actif 90 publications et 25 brevets.

## Carrière
Aizenberg obtient un baccalauréat des sciences en chimie, et une maîtrise des sciences en chimie physique de l'Université de Moscou, respectivement en 1981 et en 1984. Elle devient docteur en biologie structurale de l'Institut Weizmann des Sciences, en 1996.
En 2007, Aizenberg rejoint l'École d'ingénierie et de Sciences Appliquées d'Harvard.
Elle est membre de l'Académie américaine des arts et des sciences

## Récompenses
- 2008 : Prix Ronald Presley pour les réalisations en biochimie
- 2007 : Prix pour l'innovation industrielle de l'American Chemical Society
- 2006 : Prix des femmes d'excellence de l'université de l'Indiana
- 2001 : Prix de la nouvelle détective de la chimie et de la biologie de tissu et de métal
- 1995 : Prix de l'Institut Max-Planck en biologie et science des matériaux, en Allemagne